# Кокодска операция
Кокодската операция от 21 юли до 16 ноември 1942 година е военна операция в района на Кокода в Нова Гвинея по време на Новогвинейската кампания на Втората световна война.
Тя започва с десант на Япония на северния бряг на Нова Гвинея, последван от настъпление на юг по Кокодския път, което трябва да достигне до Порт Морзби на отсрещния бряг на острова. След тежки боеве срещу силите на Австралия, с известна подкрепа от Съединените щати, японците успяват да превземат Кокода и да наближат Порт Морзби. Междувременно успехите на Съюзниците в Гуадалканалската операция правят превземането на Порт Морзби безпредметно и японците отстъпват с бой обратно на север.